# Morond
Le Morond est un sommet du massif du Jura, en France. Il se situe sur la commune de Métabief, dans le département du Doubs et en région Bourgogne-Franche-Comté, à une quinzaine de kilomètres au sud de Pontarlier et à 3 km de la frontière suisse. Il s'élève à 1 419 m d'altitude.

## Géographie et géologie
Le Morond, sommet en forme de dôme, est délimité à l'ouest et au nord par la large vallée du Bief Rouge, à l'est par le col de Jougne et au sud par la vallée de la Jougnena. Vers le sud, le Morond est séparé du mont d'Or (1 463 m) voisin par un col dont le point le plus bas est à 1 315 m. La ligne de partage des eaux entre les bassins versants du Rhin et du Rhône traverse le Morond. Sur le versant nord-est du Morond se trouve un petit bassin d'érosion dont le bord supérieur est bordé de parois rocheuses à divers endroits. Il est drainé par le ruisseau de Vaubillon jusqu'à la Jougnena.
Le matériau rocheux du Morond provient de sédiments marins du Jurassique supérieur (calcaire du Malm). D'un point de vue géologique structural, le Morond et le mont d'Or forment un large anticlinal, interrompu à l'est par la profonde vallée de la Jougnena. Cette vallée longe une ligne de faille qui traverse le Jura de Montricher à Pontarlier.
La large crête du Morond est en partie constituée de pâturages et de forêt.

## Activités
Les installations de sports d'hiver sont dominantes. Un télésiège et plusieurs remontées mécaniques mènent au sommet par plusieurs côtés. Avec le mont d'Or au sud, le Morond forme une importante zone de randonnée estivale et de sports d'hiver. Au pied nord du Morond se trouve la station de sports d'hiver de Métabief.
Le sentier de grande randonnée GR5 passe par le Morond.

### Lac du Morond

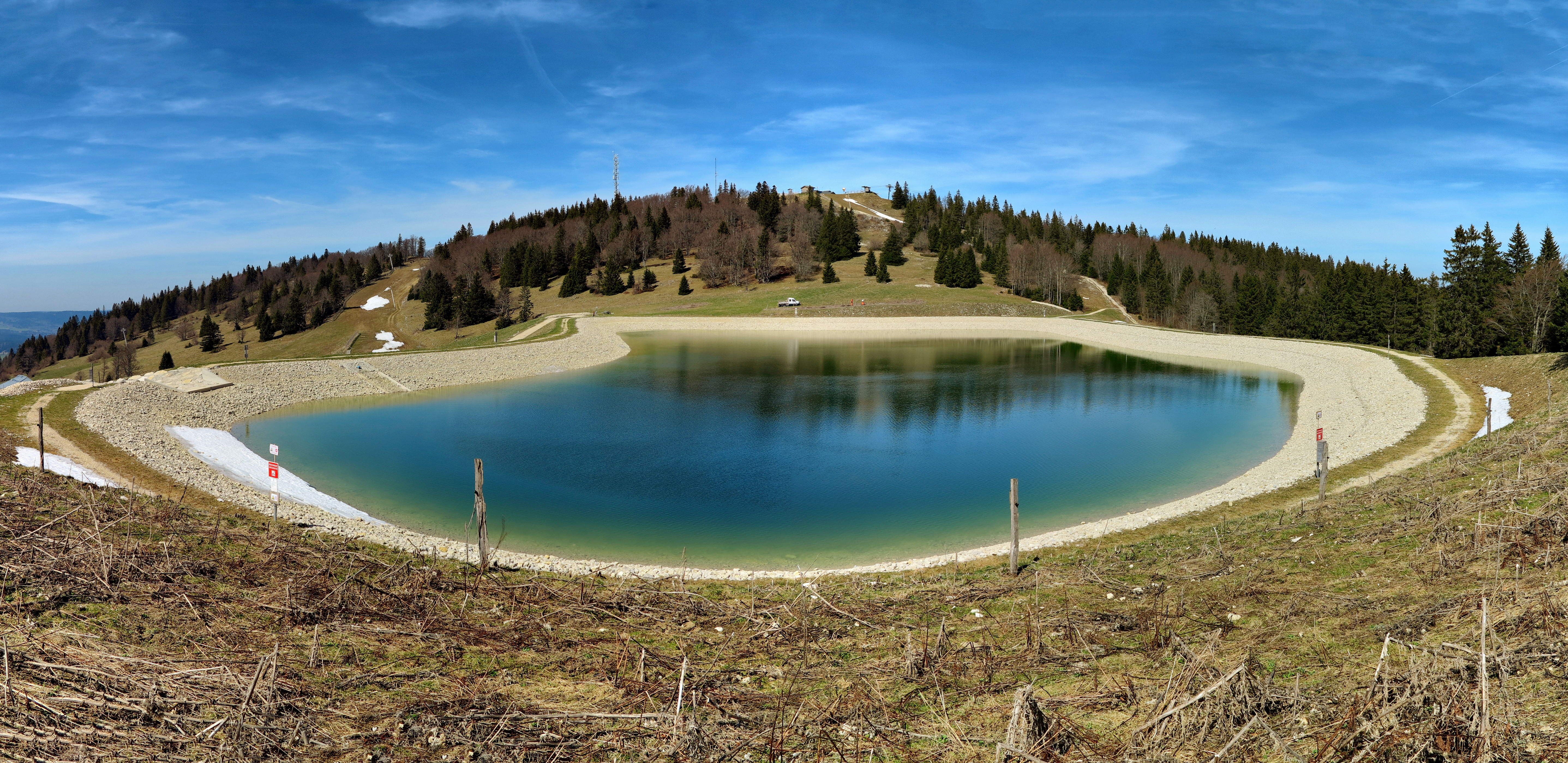
Lac du Morond.

Appelé initialement « retenue d'eau du col du Morond », cette retenue collinaire est destinée à alimenter en eau les canons à neige de la station de Métabief. Construite en 2013, à 1 350 m d'altitude et 400 m au sud-est du sommet du Morond, elle couvre 19 070 m2 et peut contenir jusqu'à 103 450 m3. Elle est alimentée par les eaux de ruissellement et un pompage dans le grand étang de Jougne situé sur cette commune, à quelques kilomètres, et 500 m plus bas,. Depuis 2015, la retenue est empoissonnée en truites pour la pêche estivale.